# Королівський монетний кабінет
59°20′05″ пн. ш. 18°05′25″ сх. д. / 59.334722222222° пн. ш. 18.090277777778° сх. д.

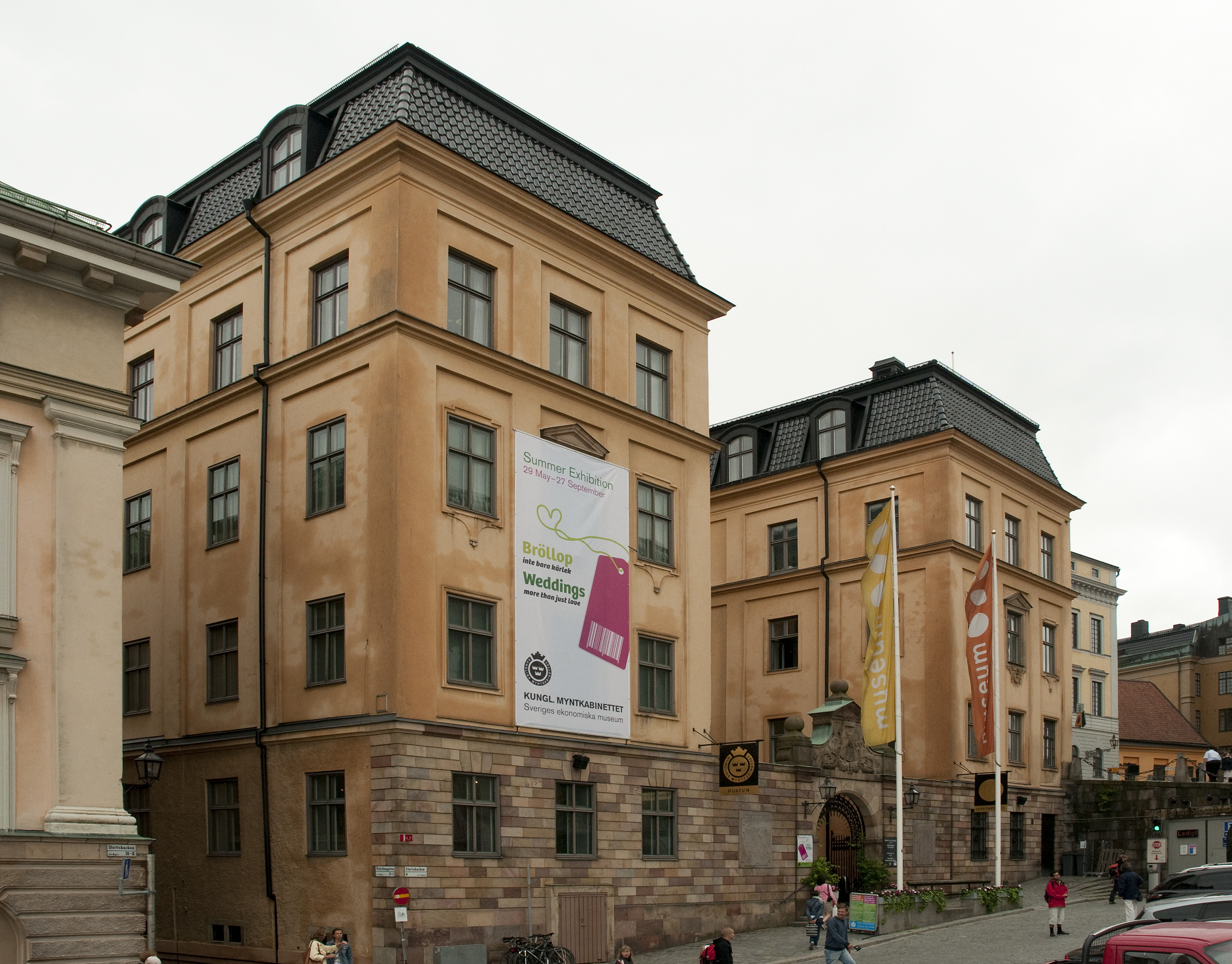
Королівський монетний кабінет

Королівський монетний кабінет (швед. Kungliga Myntakabinettet) — нумізматичний музей, розташований у історичному центрі Стокгольма. Монетний кабінет — один з найстаріших музеїв Швеції, заснований в 1570-х роках. З 2012 року директором кабінету є Ева Рамберг

## Історія
Засновником музею вважається король Юхан III, який збирав старовинні шведські монети для обґрунтування прав Швеції на зображення трьох корон на національному гербі. Три корони з'явилися на шведських монетах починаючи з XIV століття. До 1630 року колекція налічувала всього 57 монет і медалей. Протягом багатьох років фонди музею поповнювалася за рахунок пожертвувань, придбання інших колекцій та предметів, знайдених під час розкопок. Важливе придбання було зроблено 1974 року, коли Монетний кабінет придбав велику кількість різних банківських документів (акції, сертифікати тощо). Понад 18 000 срібних монет поповнили зібрання музею після виявлення в центрі Стокгольма скарбу «The Lohe Hoard», датованого 1741 роком.
Нині музейна колекція нараховує близько 600 000 монет, банкнот, жетонів, боргових розписок, сертифікатів, акцій, гаманців та інших матеріалів. Особливий інтерес становлять перші шведські мідні монети, викарбувані в кінці X століття за правління короля Олафа Скетконунга, монета 1644 року вагою 19,7 кг часів правління королеви Христини, перші в світі банкноти Банку Стокгольма, надруковані 1661 року, гроші періоду гіперінфляції у Веймарській республіці, Нобелівські медалі.

## Основні розділи музею
- Світові гроші
- Шведські монети
- Ощадні банки і скарбнички
- Державні фінанси
- Мистецтво Медалей
- Магія скарбів
- Tally Up! (розділ для дітей)